# Сусанна Римская
Сусанна Римская (280—295) — единственная дочь римского пресвитера Габиния (Gabinus), родственника императора Диоклетиана, и племянница папы римского Гая. Воспитанная в духе христианской веры и в правилах благочестия, она изучила различные науки и считалась очень образованной и умной девицей. При своей внешней красоте она отличалась строгим целомудрием, твердой верой и горячей любовью ко Христу. Она жила в доме, который был построен в 280 году и где была домашняя церковь, ставшая впоследствии храмом её имени.
Ради всецелого служения Богу целомудренная Сусанна отказалась от предложенного Диоклетианом супружества с Галерием (впоследствии императором) и пожелала остаться девой, подражая Деве Марии.
Диоклетиан, чтобы склонить её на брак, повелел поселить её в своем дворце и поручил своей супруге, царице Сирене, убедить её выйти замуж. Но царица была сама тайной христианкой и радовалась твердой решимости Сусанны. Узнав от царицы о непоколебимости Сусанны, Диоклетиан дал своему сыну Максимиану разрешение обесчестить Сусанну, для чего повелел отвести её в дом её отца. Явившись ночью к Сусанне, Максимиан застал её молящейся Богу. Исполненный нечистого желания, он хотел было подойти к ней, но, увидев над ней ангела в ярком сиянии, со страхом убежал во дворец и рассказал о виденном Диоклетиану.
Консул Македоний вызвал Сусанну на форум и потребовал от неё принести жертву Юпитеру. Она отказалась, открыв тем самым свою принадлежность к христианам. Казнить её сразу не решились, поскольку она была родственницей императора. Македоний оповестил Диоклетиана, который приказал Македонию отсечь ей голову. Мужество и непоколебимая вера Сусанны поразили её родственников — сановника Клавдия, жену его Препедингу, сыновей их Александра и Куфия, а также брата Клавдия Максима, и они приняли крещение. Все они были казнены. Из семьи спасся только епископ Гай, который укрылся в катакомбах.
Отец её и родной брат Гаий вскоре после её смерти тоже приняли мученическую кончину. В 330 году на месте дома Сусанны была построена базилика в честь епископа Гая. В базилику перенесли мощи Сусанны и Габиния. В 590 году папа Григорий Великий переименовал храм в честь Сусанны. Сейчас этот храм известен, как Церковь Святой Сусанны на Квиринале.
Существует мнение, что Сусанна изначально почиталась как основательница церкви, а история её мученичества — миф VI века.